# فنجاني حويصلي
فنجاني حويصلي (الاسم العلمي: Peziza vesiculosa) هو نوع من الفطريات يتبع جنس الفنجاني من فصيلة الفنجانية.